# Jámy
Jámy település Csehországban, a Žďár nad Sázavou-i járásban. Jámy Žďár nad Sázavou, Vatín, Sazomín, Obyčtov és Nové Město na Moravě településekkel határos. Lakosainak száma 679 fő (2024. január 1.).

## Népesség
A település lakosságának változását az alábbi diagram mutatja:
| Lakosok száma | 696  | 675  | 662  | 481  | 498  | 545  | 580  | 611  | 628  | 679  |
|               | 1869 | 1890 | 1921 | 1950 | 1980 | 2001 | 2017 | 2019 | 2022 | 2024 |